# Nić kodująca
Nić kodująca, nić sensowna, nić + – jedna z dwóch nici DNA, w której zawarta jest taka sama sekwencja nukleotydów jak w pierwotnym transkrypcie RNA. Jest komplementarna do nici antysensownej, która służy za matrycę podczas transkrypcji.